# غزال منغولي
الغزال المنغولي (الاسم العلمي: Procapra gutturosa) ظبي متوسط الحجم وواحد من ثلاث أنواع من جنس بروكابرا، متوطن في منغوليا، جنوب سيبيريا وشمالي الصين.

## اقرأ كذلك
- قائمة مزدوجات الأصابع حسب العدد